# 大蛞蝓
大蛞蝓（學名：Limax maximus，直譯即大蛞蝓）是蛞蝓屬的模式種，是體型最大的一種蛞蝓，體長在20—40 cm（7.9—15.7英寸）之間。它原產於地中海附近地區，後來引入世界其他地區。

## 外部連接
- Limax maximus （页面存档备份，存于），Animalbase
- 交配的大蛞蝓 （页面存档备份，存于）
- Giant Garden Slug, Aliens Among Us，加拿大虚拟博物馆